# Moydite-(Y)
La moydite-(Y) è un minerale, di colore giallastro o trasparente.
Ha un buon clivaggio, si frattura in modo conoidale, è fragile e morbido.